# Nordeberto
Nordeberto (? — 697) foi duque da Borgonha e conde de Paris no último quartal de século VII. Foi fiel seguidor de Pepino de Herstal, que o tornou responsável pela Nêustria e Reino da Borgonha (como uma espécie de regente) após a Batalha de Tertry em 687. Os filhos de Pepino eram mordomos do palácio c. 695. Nordeberto morreu em 697 e a Borgonha passou para Drogo, filho de Pepino e mordomo da Borgonha.